# Ariamne II
Ariamne ou Ariamnès II (en grec Ἀριάμνης) est un dynaste puis roi de Cappadoce ; il règne d'environ 280 à 235 av. J.-C.

## Origine
Selon Diodore de Sicile, Ariarathe II a trois enfants dont l'aîné, Ariamne II, qui succède à son père.

## Règne
Ariamne II, qui est sans doute le premier des dynastes de Cappadoce à obtenir une indépendance complète vis-à-vis des Séleucides lorsque vers 260, il contracte avec Antiochos Theos (i.e. « Dieu ») une alliance de famille en obtenant pour l'aîné de ses fils, Ariarathe III, la main de Stratonice III, fille d'Antiochos II.
Ariamne II est dit beaucoup aimer ses enfants ; il ceint du diadème son fils Ariarathe III et l'associe au trône.